# Sørlandet

Sørlandets läge i Norge.

Sørlandet är en av Norges landsdelar. Den ligger på Norges sydkust och består av ett fylke, Agder fylke; tidigare delat i två fylken, Aust-Agder och Vest-Agder. Landsdelen är den sydligaste i Norge och namnet föreslogs i Morgenbladet den 17 mars 1902 av Vilhelm Krag. Bör ej förväxlas med Sør-Norge, som är södra halvan av Norge.
Med sina 271 291 invånare på 16 434 kvadratkilometer är det den minsta landsdelen. Kristiansand är den största staden och den inofficiella huvudstaden i området. Den näst största staden är Arendal med ca 20 000 invånare. I Arendal anordnas de senaste 10 åren Nordens enda offshoreracetävling.
Agder är ett gammalt namn på ungefär samma region. Namnet Agder är cirka 1 500 år gammalt, och betyder något motsvarande det engelska edge, »kant«, alltså kanten på landet mot havet. Men Agder var aldrig en landsdel. Agder var ett gränsland mellan Østlandet og Vestlandet. Vestlandet började utanför Telemarkskusten.
Området är ett populärt resmål på sommaren för folk från storstadsregionerna i Oslo och Stavanger. Dialekten präglas av tungrots-r och över huvud taget av en relativt stor likhet med danska språket och delvis även med det svenska språket.[källa behövs]

## Städer
- Kristiansand
- Mandal
- Farsund
- Flekkefjord
- Lillesand
- Grimstad
- Arendal
- Tvedestrand
- Risør